# Pararhagadochir surinamensis
Pararhagadochir surinamensis is een insectensoort uit de familie Archembiidae, die tot de orde webspinners (Embioptera) behoort. De soort komt voor in Suriname.
Pararhagadochir surinamensis is voor het eerst wetenschappelijk beschreven door Ross in 1944.